# Leslie Thomas
Leslie Thomas, OBE (Newport, 22 marzo 1931 – 6 maggio 2014), è stato uno scrittore inglese, famoso per il suo romanzo The Virgin Soldiers..

## Biografia

### Giovinezza
Thomas nacque a Newport, Monmouthshire. Rimase orfano all'età di 12 anni, quando il padre marinaio fu dato per disperso in mare e sua madre morì di cancro appena pochi mesi dopo. Successivamente venne cresciuto nella casa del Dr Barnardo.

### Onorificenze
Nella lista dei New Year Honours pubblicata il 31 dicembre 2004, egli venne fatto Ufficiale dell'Ordine dell'Impero Britannico per i suoi servizi in campo letterario.

### Vita privata
Nel 1956 Leslie Thomas sposò Maureen Crane, dalla quale ebbe tre figli e dalla quale in seguità divorziò risposandosi nel 1970 con Diana Miles, dalla quale ebbe un figlio.

### Morte
Leslie Thomas è morto nel Wiltshire dopo una breve malattia il 6 maggio 2014, all'età di 83 anni.

## Opere
Biografici
- This Time Next Week (1964)
- In My Wildest Dreams (1984)

Romanzi
- The Virgin Soldiers (1966)
- Orange Wednesday (1967)
- The Love Beach (1968)
- Come to the War (1969)
- His Lordship (1970)
- Onward Virgin Soldiers (1971)
- Arthur McCann and All His Women (1972)
- The Man with the Power (1973)
- Tropic of Ruislip (1974)
- Stand Up Virgin Soldiers (1975)
- Dangerous Davies, the Last Detective (1976)
- Bare Nell (1977)
- Ormerod's Landing (1978)
- That Old Gang of Mine (1979)
- The Magic Army (1981)
- The Dearest and the Best (1984)
- The Adventures of Goodnight and Loving (1986)
- Dangerous in Love (1987)
- Orders for New York (1989)
- Evening News Short Stories (1990)
- The Loves and Journeys of Revolving Jones (1991)
- Arrivals and Departures (1992)
- Running Away (1994)
- Dangerous by Moonlight (1995)
- Kensington Heights (1996)
- Chloe's Song (1997)
- Dangerous Davies and the Lonely Heart (1998)
- Other Times (1999)
- Waiting for the Day (2003)
- Dover Beach (2005)
- Soldiers and Lovers (2007)

Viaggi
- Hidden Places of Britain (1981)
- A World of Islands (1983)
- Some Lovely Islands (1984)

Miscellanea
- Almost Heaven: Tales from a Cathedral (2010)

## Opere derivate dai suoi scritti
| Opera cinematografica / televisiva          | Romanzo da cui è derivata                   |
| ------------------------------------------- | ------------------------------------------- |
| The Virgin Soldiers (1969)                  | The Virgin Soldiers (1966)                  |
| Stand Up, Virgin Soldiers (1977)            | Stand Up Virgin Soldiers (1975)             |
| Dangerous Davies: The Last Detective (1981) | Dangerous Davies, the Last Detective (1976) |
| The Last Detective (2003– )                 | Romanzi della serie "Dangerous Davies"      |